# Superliga de Eslovaquia 2000-01
La Superliga de Eslovaquia 2000-01 fue la octava edición de la Superliga eslovaca de fútbol. Participaron 10 equipos, y el Inter Bratislava ganó su segundo campeonato. El goleador fue Szilárd Németh, del equipo campeón.

## Tabla de posiciones
|    | Equipo              | PJ | PG | PE | PP | GF | GC | DG  | Pts |
| -- | ------------------- | -- | -- | -- | -- | -- | -- | --- | --- |
| 1  | Inter Bratislava    | 36 | 25 | 5  | 6  | 73 | 28 | 45  | 80  |
| 2  | Slovan Bratislava   | 36 | 21 | 8  | 7  | 84 | 49 | 35  | 71  |
| 3  | MFK SCP Ružomberok  | 36 | 15 | 10 | 11 | 51 | 48 | 3   | 55  |
| 4  | Artmedia Petržalka  | 36 | 15 | 9  | 12 | 59 | 55 | 4   | 54  |
| 5  | MŠK Žilina          | 36 | 11 | 12 | 13 | 41 | 46 | -5  | 45  |
| 6  | SK Matador Púchov   | 36 | 9  | 13 | 14 | 47 | 53 | -6  | 40  |
| 7  | Tatran Prešov       | 36 | 10 | 10 | 16 | 44 | 54 | -10 | 40  |
| 8  | Ozeta Dukla Trenčín | 36 | 11 | 6  | 19 | 35 | 59 | -24 | 39  |
| 9  | 1. FC Košice        | 36 | 10 | 7  | 19 | 42 | 61 | -19 | 37  |
| 10 | Spartak Trnava      | 36 | 8  | 10 | 18 | 39 | 62 | -23 | 34  |

PJ = Partidos jugados; PG = Partidos ganados; PE = Partidos empatados; PP = Partidos perdidos; GF = Goles a favor; GC = Goles en contra; DG = Diferencia de gol; Pts = Puntos
|  | Clasificado a la Liga de Campeones de la UEFA 2001-02 |
|  | Clasificado a la Copa de la UEFA 2001-02              |
|  | Clasificado a la Copa Intertoto de la UEFA 2001       |
|  | Descendido a la Primera Liga de Eslovaquia            |